# Байбурт (ил)
Байбурт (тур. Bayburt, арм. Բաբերդ) — ил на северо-востоке Турции. Самый малонаселённый ил Турции.

## География
Ил Байбурт граничит с илами Эрзурум, Эрзинджан , Гюмюшхане, Трабзон и Ризе.
В северной части ила Лазистанский хребет. Территория приурочена к бассейну реки Чорох (Чорух).

## История
Территория ила ранее составляла восточную часть ила Гюмюшхане.

## Население
Население — 97 358 жителей (2009).
Крупнейший город — Байбурт (32 тыс. жителей в 2000 году).

## Административное деление

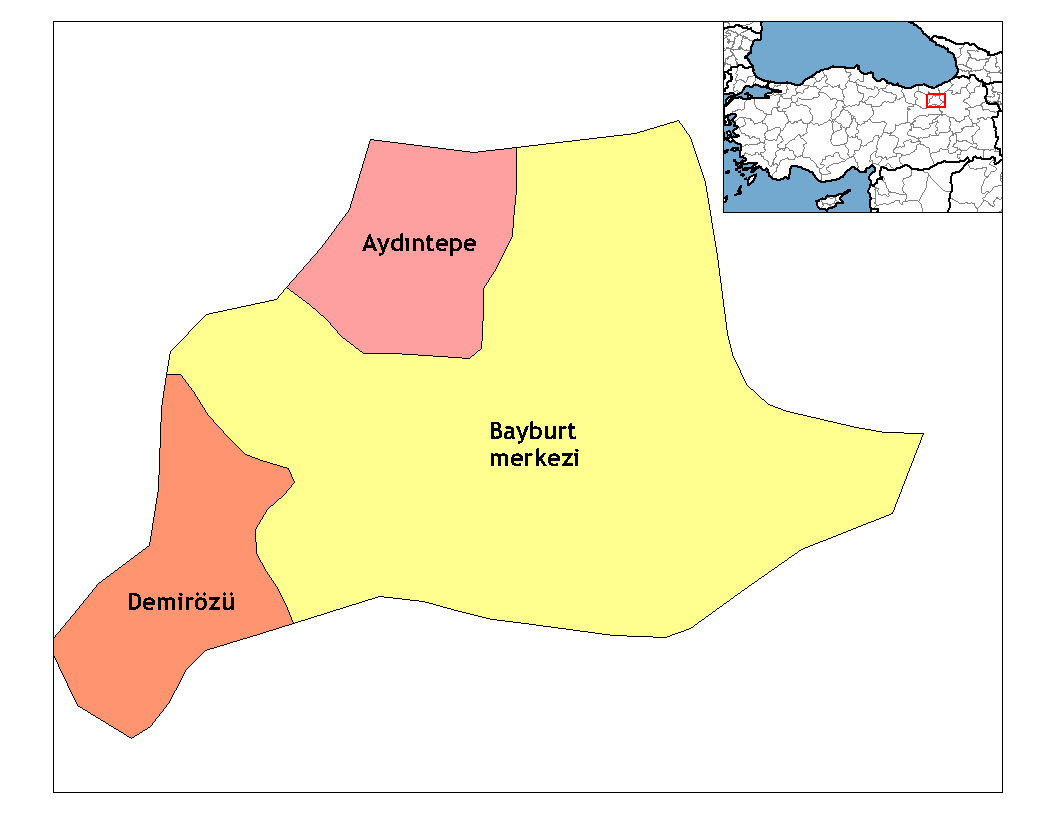

Ил Байбурт делится на 3 района:
1. Айдынтепе (Aydıntepe)
2. Байбурт (Bayburt)
3. Демирёзю (Demirözü)

## Достопримечательности
- Музей Баксы — художественный музей современного искусства и традиционных ремёсел.